# Norphlet
Norphlet é uma cidade localizada no estado americano de Arkansas, no Condado de Union.

## Demografia
Segundo o censo americano de 2000, a sua população era de 822 habitantes.
Em 2006, foi estimada uma população de 806, um decréscimo de 16 (-1.9%).

## Geografia
De acordo com o United States Census Bureau, a localidade tem uma área de 5,3 km², sem área coberta por água.

## Localidades na vizinhança
O diagrama seguinte representa as localidades num raio de 32 km ao redor de Norphlet.